# جون دبليو. دراموند
جون دبليو. دراموند (بالإنجليزية: John W. Drummond)‏ هو سياسي أمريكي، ولد في 29 سبتمبر 1919 في غرينوود في الولايات المتحدة، وتوفي في 3 سبتمبر 2016 في ناينتي سيكس في الولايات المتحدة. حزبياً، نشط في الحزب الديمقراطي. وقد انتخب عضو مجلس نواب كارولاينا الجنوبية وانتخب عضو مجلس ولاية كارولاينا الجنوبية.